# Concattedrale di Ostuni
La concattedrale di Ostuni, posta alla sommità del colle più alto della città e dedicata a Santa Maria dell'Assunzione, fu iniziata nel 1435 e completata tra il 1470 e il 1495. È monumento nazionale italiano.

## Storia e descrizione
Ha una caratteristica facciata di tarde forme gotiche, tripartita da lesene. La parte centrale termina con un timpano formato da due archi inflessi, le ali con due mezze lunette; timpano e lunette hanno un coronamento di archetti trilobi a profilo seghettato su mensole scolpite, che si prolunga sui fianchi e attorno al transetto. La facciata è aperta da tre eleganti portali ogivali (nella lunetta di quello mediano un bassorilievo raffigura la Madonna col Bambino in gloria) sormontati ciascuno da un rosone, di cui quello centrale, notevolmente più grande, ha 24 raggi. Altri rosoni sono nelle testate del transetto.
L'interno, a croce latina a tre navate su colonne, è stato rifatto in epoca settecentesca, con soffitto piano dipinto e cappelle barocche (presso l'ingresso, rimane una colonna della costruzione primitiva). Al termine della navata sinistra è collocato un altare in legno del 1734 con busti dei santi Oronzo, Biagio e Agostino. Nell'abside vi è un coro in legno di noce riccamente intagliato (XVII secolo). Nella navata destra sepolcro del vescovo Filo (1720); nell'ultima cappella c'era una Madonna col Bambino e Santi, di Jacopo Palma il Giovane (trafugata).
L'archivio capitolare possiede oltre 200 pergamene dal 1137.
Dal 1986 è concattedrale dell'arcidiocesi di Brindisi-Ostuni.
Nel 2011 è stata insignita del titolo di basilica minore.

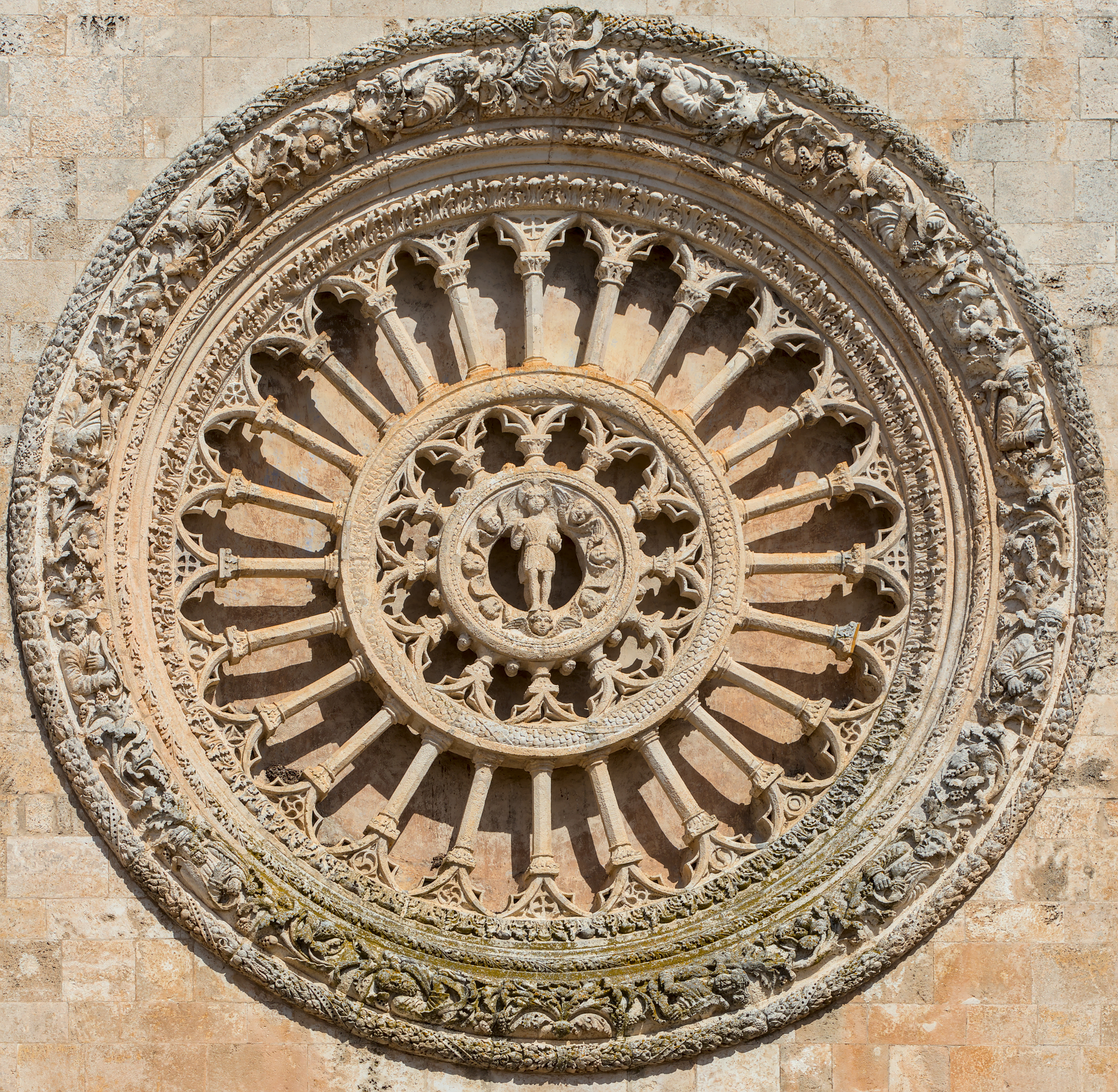
Il rosone
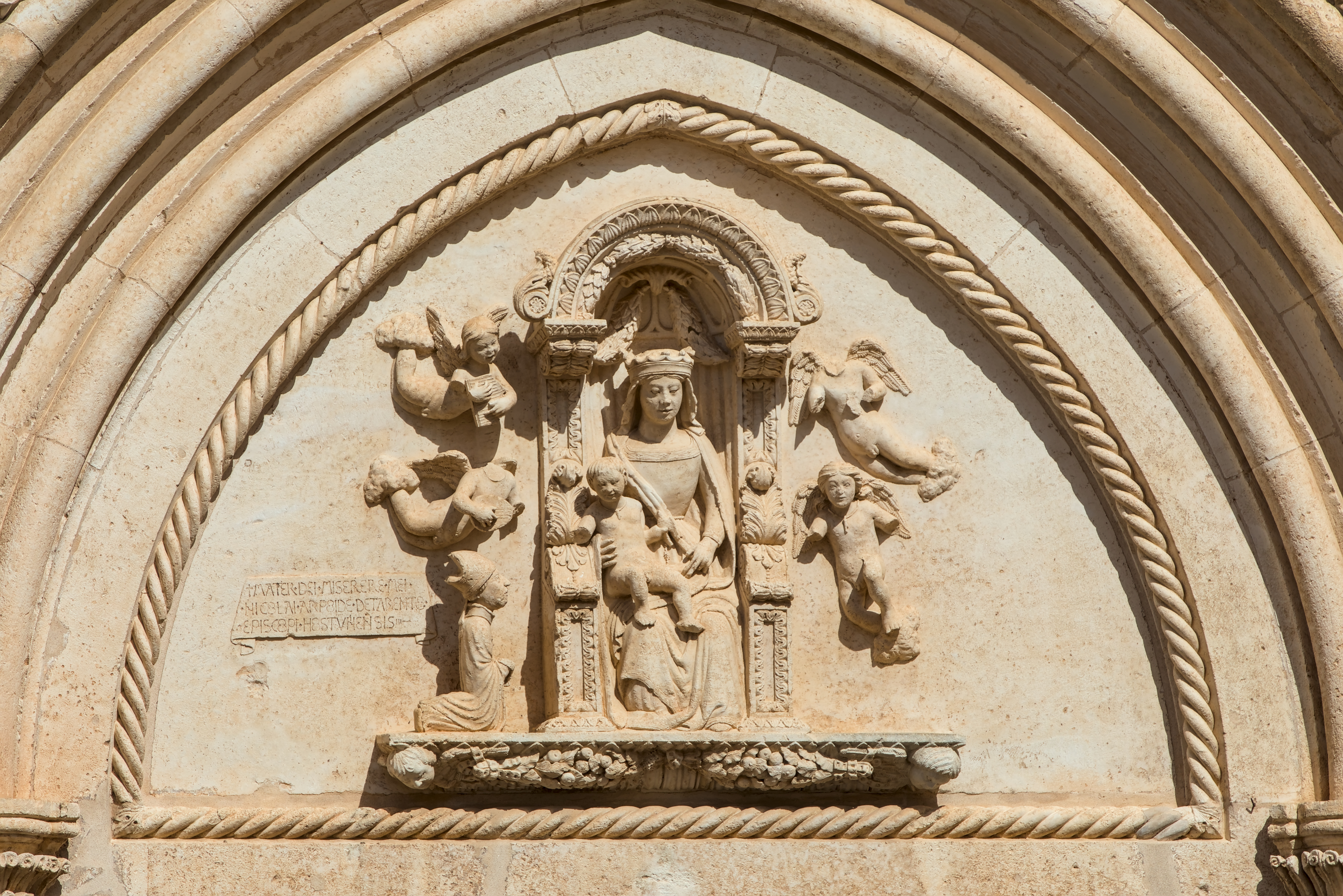
Timpano del portale principale: Madonna col Bambino in gloria
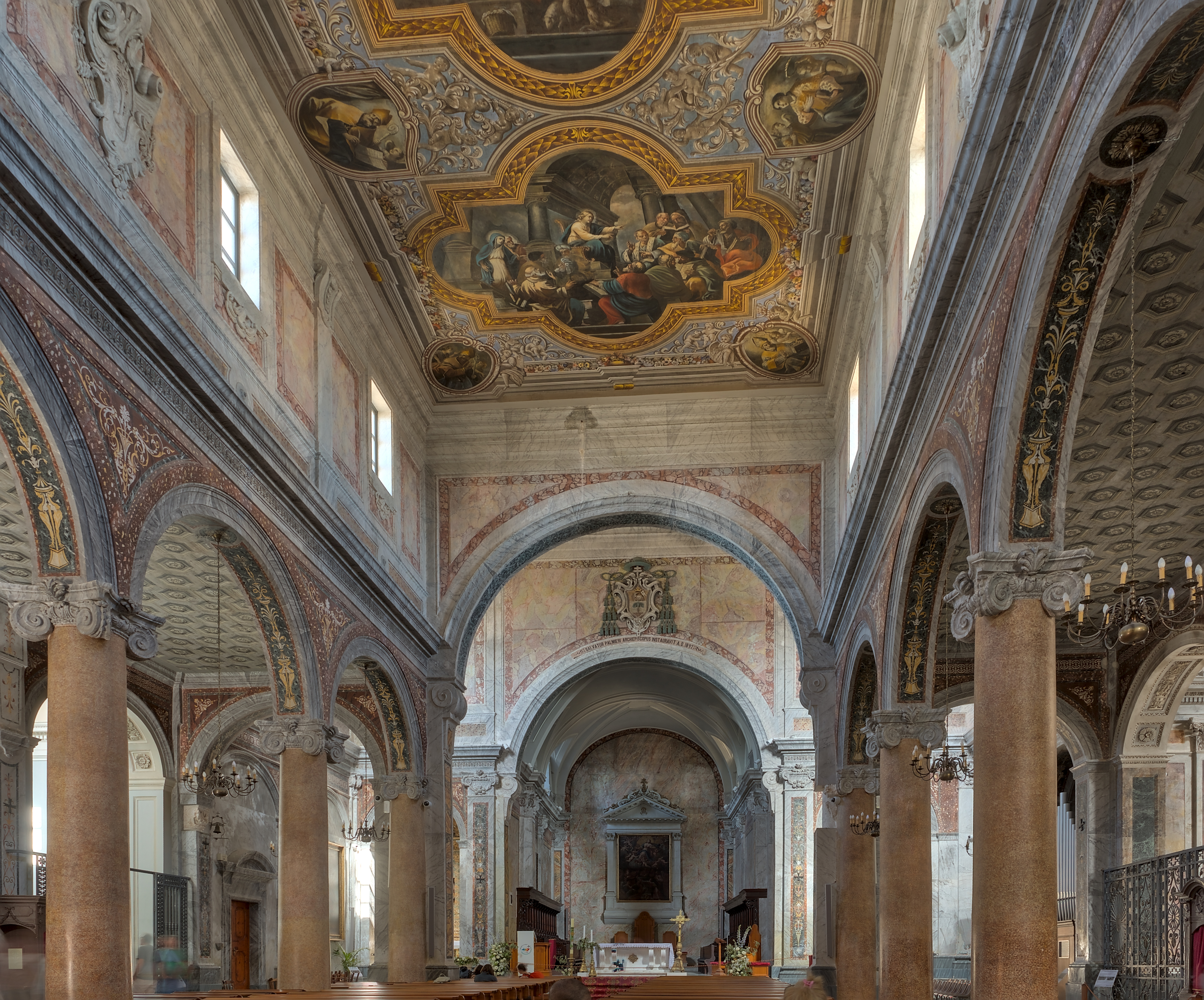
L'interno
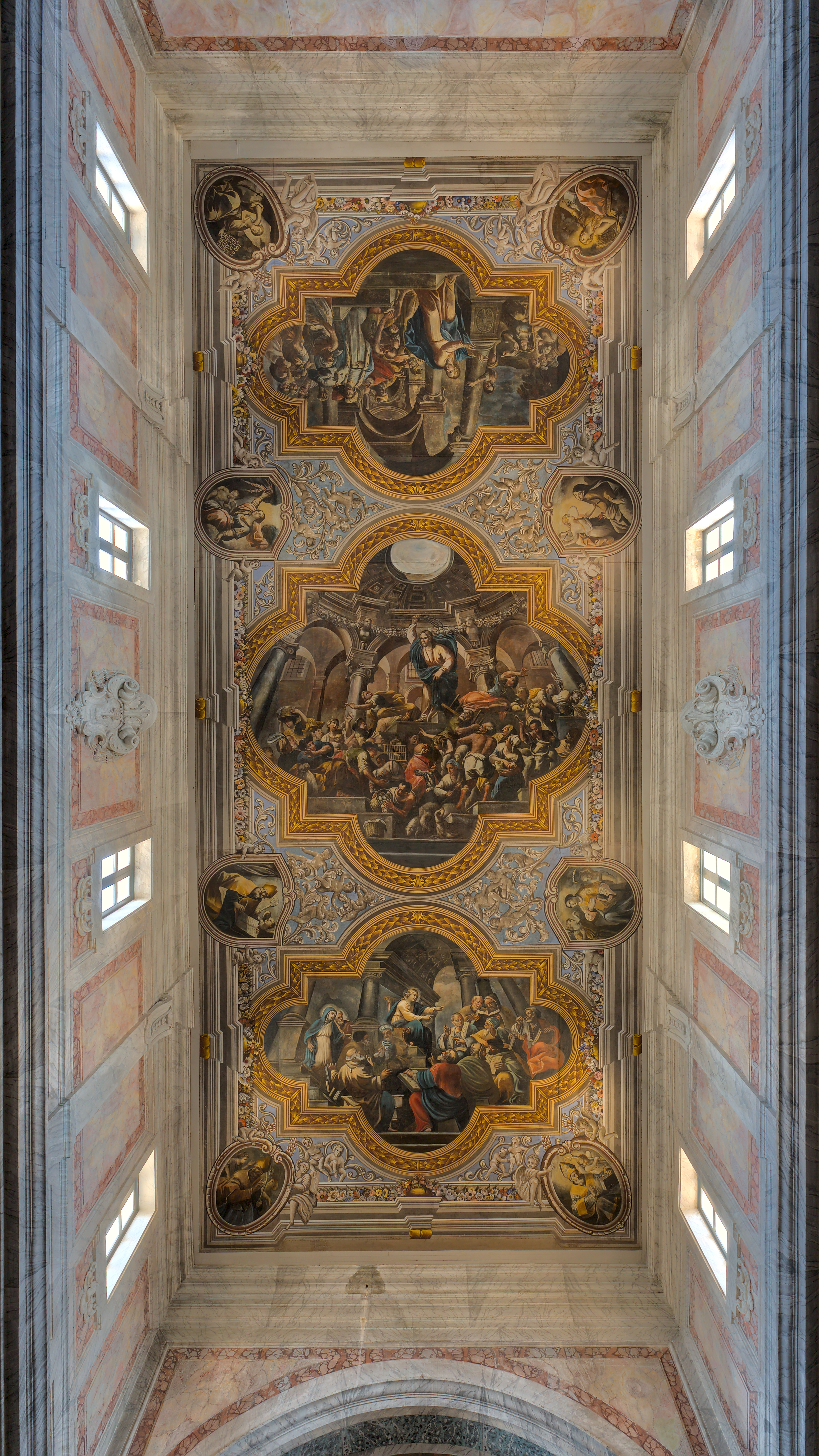
Il soffitto della navata
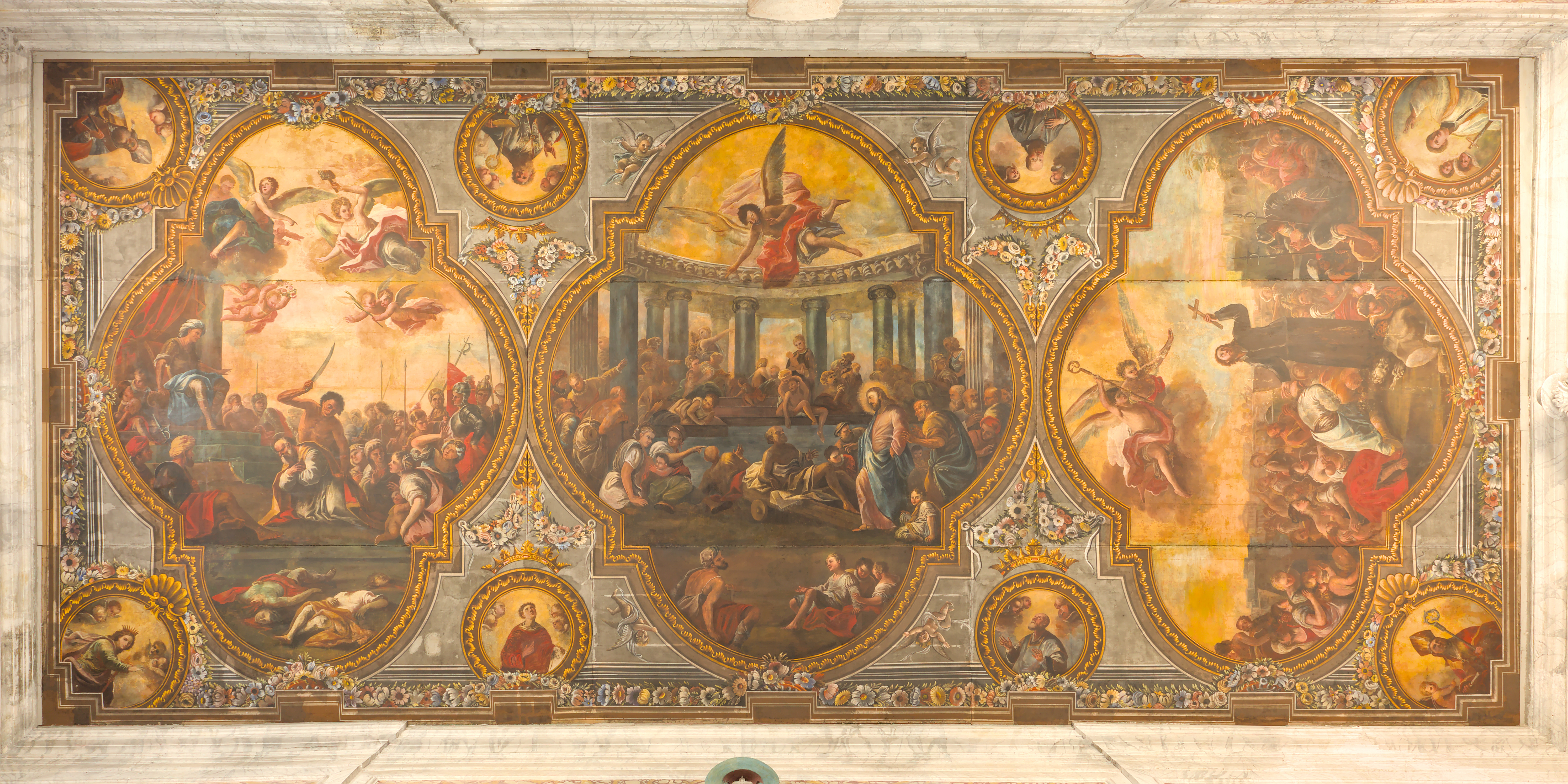
Il soffitto della crociera